# Souk El Kébabjia

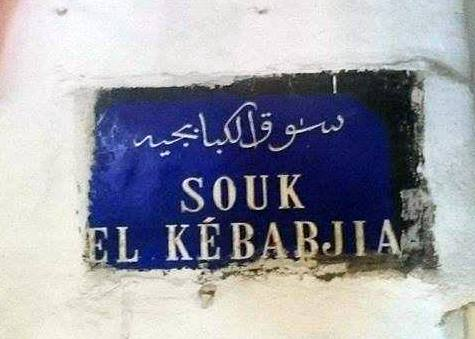
Plaque métallique indiquant le souk El Kébabjia

Le souk El Kébabjia (arabe : سوق الكبابجية) est l'un des souks de la médina de Tunis, spécialisé dans le commerce des garnitures pour les costumes traditionnels. Il abrite les artisans fabriquant les kbaïeb, pluriel de kobba (écheveau, pelote de fil ou de soie).

## Localisation
Il est situé à l'ouest de la mosquée Zitouna, en parallèle du souk El Berka, et dessert le souk El Trouk d'une part et le souk Es Sekajine d'autre part.

## Historique

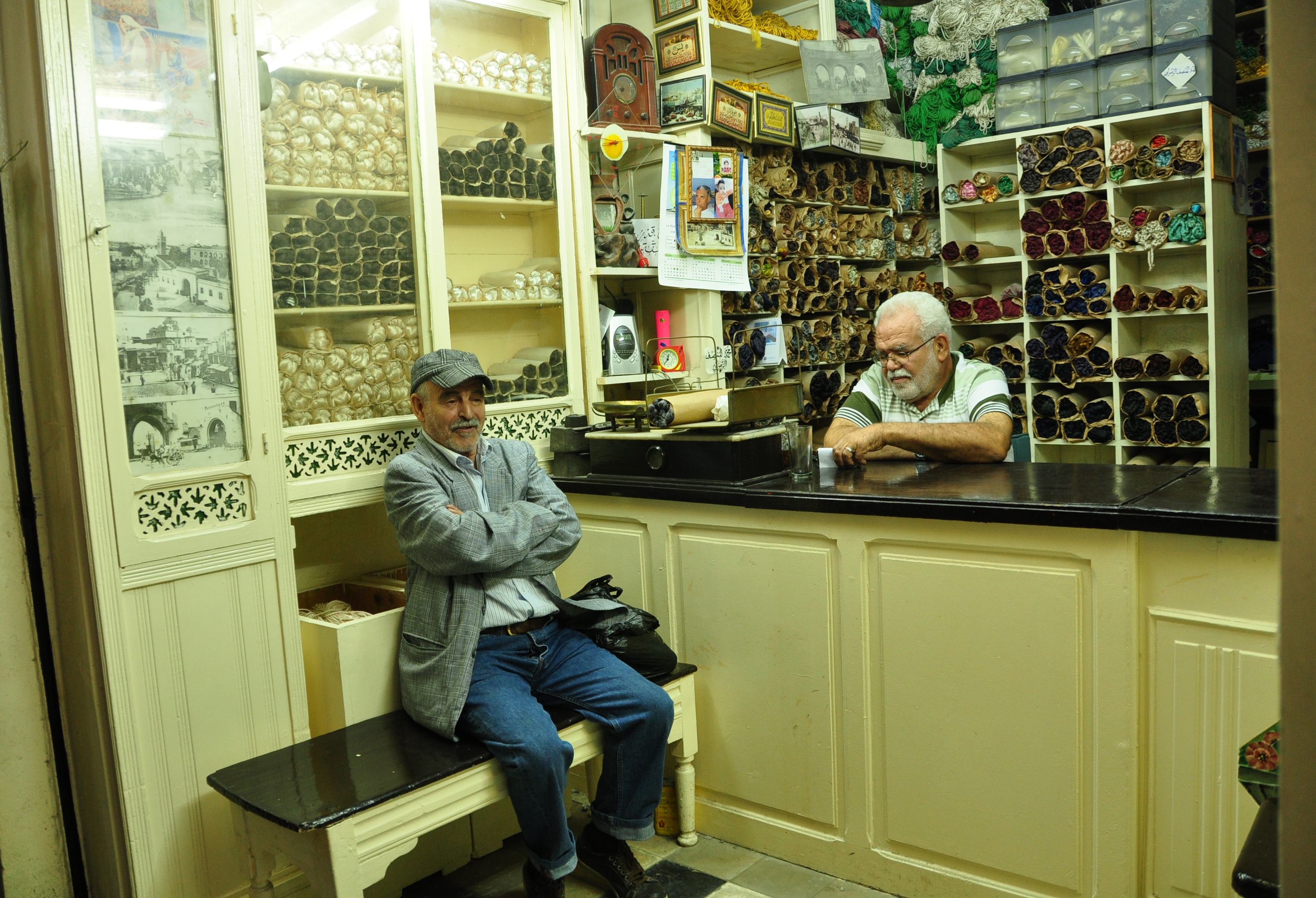
Boutique d'un kébabji (vendeur de kobba) au souk

Il est construit à la même époque que le souk El Trouk par Youssef Dey au cours du XVIIe siècle.

## Produits
On y trouve des pelotes de fil ou de soie pour le tricotage de divers costumes, surtout traditionnels.